# FV103 Spartan
FV103 Spartan — гусеничный бронетранспортёр британской армии. Разрабатывался как вариант БТР семейства боевых машин разведки (гусеничных). Машина может перевозить до семи человек личного состава, включая трех членов экипажа. Вооруженный одним пулеметом, он практически неотличим от FV102 Striker по внешнему виду. 
Вместо общего бронетранспортера для пехоты Spartan использовался для перемещения специальных команд, таких как зенитные ракетные команды. Был выпущен противотанковый вариант Spartan, названный FV120 Spartan MCT; он вооружён противотанковыми ракетами Милан. Почти 500 единиц служили в британских вооруженных силах с момента поступления на службу в 1978 году; в настоящее время они заменяются новыми автомобилями.
В 2022 году 35 машин поступили на вооружение ВСУ.
В ноябре 2022 года фонд Сергея Притулы начал сбор 200 млн гривен на закупку 50 бронетранспортёров для Вооружённых сил Украины. По результатам сборов удалось закупить на 10 машин больше, чем планировалось.

## На вооружении
- Великобритания ― 138 FV103 Spartan и 17 FV103 Spartan Mk2 на вооружении по состоянию на 2024 год[3].
- Украина — 30 FV103 Spartan[4].